# Music Box (radio)
Pour les articles homonymes, voir Music Box.
Music Box est une station de radio française créée en 1981, située en banlieue parisienne à Guerville, elle diffuse principalement de la musique country et du rock américain.

## Histoire
Créée en 1981 par le chanteur Danyel Gérard, Music Box est aujourd'hui la première radio au format country qui diffuse 24h/24 en France.
En plus de la country, Music Box diffuse également des grands classiques de la chanson française, et des classiques de l'histoire du rock.
En décembre 2016, elle est rachetée par le Groupe HPI (Evasion et Chante France). La station originale continue son aventure uniquement en numérique sur internet (www.musicboxtv.com).  
En FM, sur le 92.8, elle prend le nom de "MBS Classic Gold" et diffuse un programme passif, essentiellement constitué de golds pop-rock.
En RNT, elle est présente sur le bloc 11A parisien depuis juin 2014 et se nomme MBS.

## Programmes

### Les émissions principales en 2016
- Top Ten Country USA (présenté par Gérard Quentin)
- Big Cactus Country (présenté par Johnny Da Piedade)
- Le Honky Tonk Music Box, magazine 100% Country avec régulièrement des interviews d'artistes, présenté par Gérard Quentin
- Cœur de Rocker l'émission de Jacques Barsamian, journaliste Rock, auteur d'ouvrages sur cette musique